# Bombardeig de Guernica
El bombardeig de Guernica va ser l'atac aeri realitzat el 26 d'abril de 1937 per l'esquadró conegut com a Legió Còndor contra la població basca de Guernica durant la Guerra Civil espanyola. Encara que no va ser el primer bombardeig de la història en què una població civil va ser atacada amb l'aparent propòsit de produir-ne la destrucció total, la seva repercussió ha fet que sigui mundialment conegut. El dictador Franco ho va negar fins a la mort, al·legant que els republicans havien cremat la ciutat en retirada.

## El bombardeig

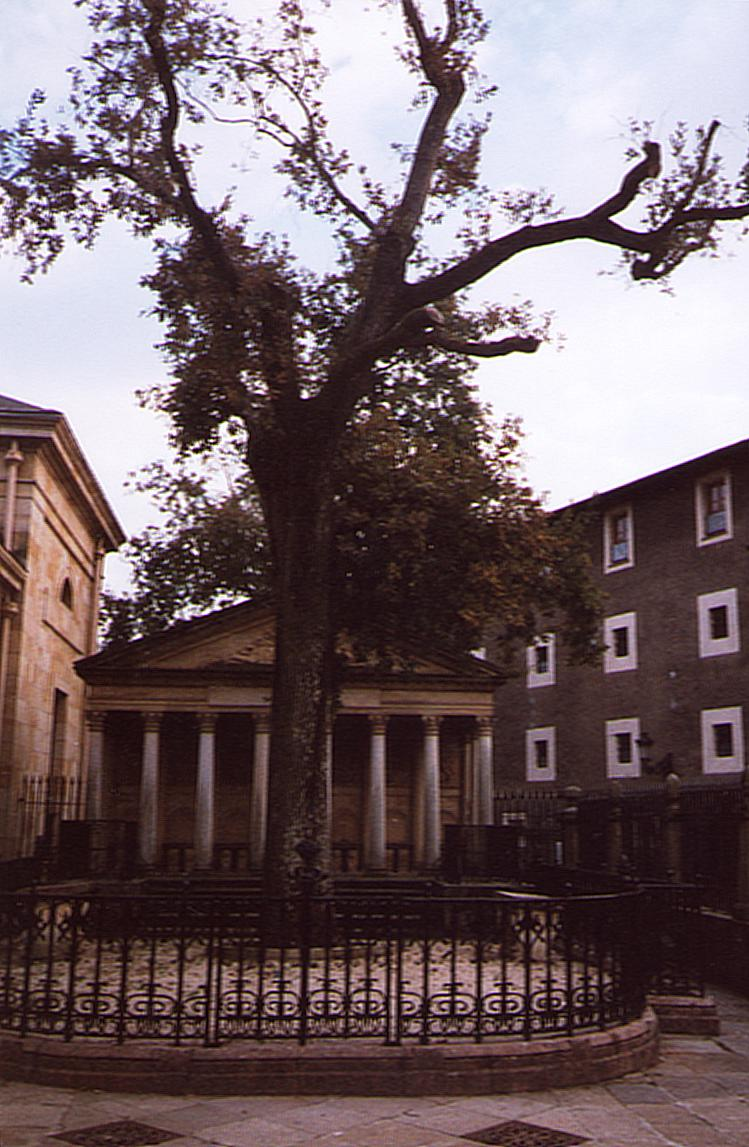
L'arbre de Guernica

Guernica, capital cultural i històrica basca, tenia abans de l'atac una població d'unes 3.700 persones, a les quals caldria afegir un gran nombre de tropes que es retiraven per preparar la defensa de Bilbao, i refugiats que fugien de l'avanç feixista. En aquest moment, no tenia cap mena de defensa antiaèria, encara que sí que tenia tres fàbriques d'armes, una d'aquestes de bombes d'aviació.
L'esquadró, al comandament del tinent coronel Wolfram von Richthofen, estava format per dos avions Heinkel He-111, un Dornier Do-17, divuit Junkers Ju-52 i cinc Messerschmitt Bf-109. En el bombardeig també hi va participar l'Aviazione Legionaria italiana, amb tres unitats de Savoia Marchetti S-79 i cinc caces Fiat C-32, i aquesta era la seva primera col·laboració bèl·lica amb els alemanys.
L'atac va començar a dos quarts de cinc de la tarda. Era dia de mercat. Encara que posteriorment es va dir que l'objectiu de l'operació era la simple voladura d'un pont, el fet real és que tant el pont com una fàbrica d'armes, situada als afores de la població, van resultar intactes. No obstant això, l'atac va ser devastador, els bombarders van llançar una gran quantitat de bombes de 550 lb, i més de tres mil projectils incendiaris d'alumini de 2 lb sobre el nucli urbà de la ciutat. Els caces, entretant, disparaven en vol rasant contra les tropes que fugien del lloc. Els bombardeigs venien en onades, i la destrucció va ser tan gran que al cap de dues hores els pilots bombardejaven a cegues, perquè el fum ocultava la ciutat. A dos quarts de vuit de la tarda, va acabar l'atac i no se'n va poder apagar totalment l'incendi fins a l'endemà.
A la fàbrica de pistoles d'Unceta y Cía que estava emplaçada en un important complex industrial a l'est de la vila s'hi va instal·lar una sirena d'alarma antiàeria que va alertar la població mentre va durar el bombardeig. Aquesta sirena va ser fabricada a Sabadell, als tallers de l'empresa La Electricidad, SA, i avui es conserva al centre cultural Astra i encara es fa servir per recordar aquells fets.

## Conseqüències de l'atac
Mai no hi ha arribat a haver xifres oficials de víctimes, però, donada la magnitud de l'atac, s'estima que els morts van poder ser uns 250. Així, per a alguns, la xifra seria d'uns 120, per no poder provar-se la resta; per a uns altres, seria de deu mil. Tres quartes parts dels edificis de la ciutat van ser totalment destruïdes per l'incendi, que no es va intentar apagar fins l'endemà, i la resta en van quedar molt afectats. Només es van salvar la Casa de Juntes de Guernica (històric lloc de reunió de les assemblees que regirien Biscaia i seu del seu arxiu històric) i l'annex arbre de Guernica, símbol ancestral del poble basc. El pont, del qual es va afirmar després que era l'objectiu, va quedar intacte.

## Motivació de l'atac
La legió Còndor era l'encarregada de portar a terme missions aèries per tot Espanya, com a suport de l'Alemanya nazi a les tropes del dictador Franco i, pel que sembla, l'objectiu del bombardeig va ser terroritzar la població civil i desmoralitzar el bàndol republicà.
L'exèrcit alemany va utilitzar els efectes del bombardeig com a arma política en la guerra freda que mantenia amb Anglaterra i els va interessar que la premsa mundial n'exagerés els resultats. Així, Guernica hauria estat una espècie d'assaig del que després seria la Segona Guerra Mundial. En els Judicis de Nuremberg, el llavors mariscal de la Luftwaffe, Hermann Göring va declarar: "La Guerra Civil espanyola va donar una oportunitat de posar a prova la meva jove força aèria, així com perquè els meus homes adquirissin experiència". A més, el bombardeig va ocórrer poc després de l'abatiment i posterior linxament d'un pilot alemany en un bombardeig sobre Bilbao, fet que va causar les ires dels pilots alemanys. La premsa franquista va afirmar que Guernica, com Irun, havia estat incendiada pels mateixos republicans en la seva fugida perquè practicaven una política de terra cremada, però diversos corresponsals estrangers, entre ells George Steer, del diari conservador britànic The Times, van poder presenciar l'atac i van ser testimonis de la devastació. També s'ha afirmat que els bombers de Bilbao hi van arribar molt tard i sembla que no hi van intervenir, cosa que va agreujar els danys.

## Importància simbòlica
El bombardeig de Guernica és el bombardeig de saturació que més morts va causar en la Guerra espanyola, i s'ha convertit en un símbol dels horrors de la guerra per a tot el món. El fet va tenir un gran impacte en la seva època i va inspirar Pablo Ruiz Picasso per al seu quadre més famós, el Guernica. La mera discussió de xifres sobre el bombardeig (des del nombre d'avions que hi van intervenir, la quantitat de bombes que s'hi van llançar i altres aspectes del bombardeig) genera polèmica, precisament perquè aquest fet històric va ser utilitzat amb fins propagandístics per ambdós bàndols, des del seu planejament fins a les controvertides, divergents i moltes vegades interessades versions de la seva història que es poden llegir avui dia. El bombardeig de Guernica no va ser el primer de la història, com s'ha dit, contra la població civil, ja que almenys anteriorment ho havien fet l'aviació italiana (a Líbia), la francesa, l'espanyola (al Marroc) i la nord-americana (a Nicaragua).